# Oxymacaria pectinata
Oxymacaria pectinata là một loài bướm đêm trong họ Geometridae.